# Taché
Taché es un municipio rural canadiense situado en la provincia de Manitoba.

## Superficie
Taché tiene una superficie de 580,64 km².

## Demografía
En 2021, tenía 11 916 habitantes, una densidad poblacional de 20,5 hab./km², y 4117 viviendas.